# Yxlösundet
Yxlösundet är sundet mellan öarna  Yxlö och  Herrö i Stockholms skärgård. Yxlö kanal är den del av Yxlösundet där Yxlöbron passerar över och som muddrades vid Muskövägens tillkomst.